# Serinus estherae
Serinus estherae là một loài chim trong họ Fringillidae.